# MTU-55
 (février 2023).
Si vous disposez d'ouvrages ou d'articles de référence ou si vous connaissez des sites web de qualité traitant du thème abordé ici, merci de compléter l'article en donnant les références utiles à sa vérifiabilité et en les liant à la section « Notes et références ».
MTU-55 est un char poseur de pont russe sur véhicule porteur T-55.

## Histoire
Il a été développé pour remplacer le pontonnier MTU-20. Il s'agit d'un développement conjoint de l'URSS, de la Tchécoslovaquie et de la RDA pour l'unification et l'utilisation par les pays du pacte de Varsovie.
Le char MTU-55 est produit depuis 1962.
Il est complété et remplacé par le MTU-90.

## Description
Il peut poser et combiner plusieurs ponts entre eux. Le MTU-55 est capable de poser le pont sous l'eau.

## Galerie d'images

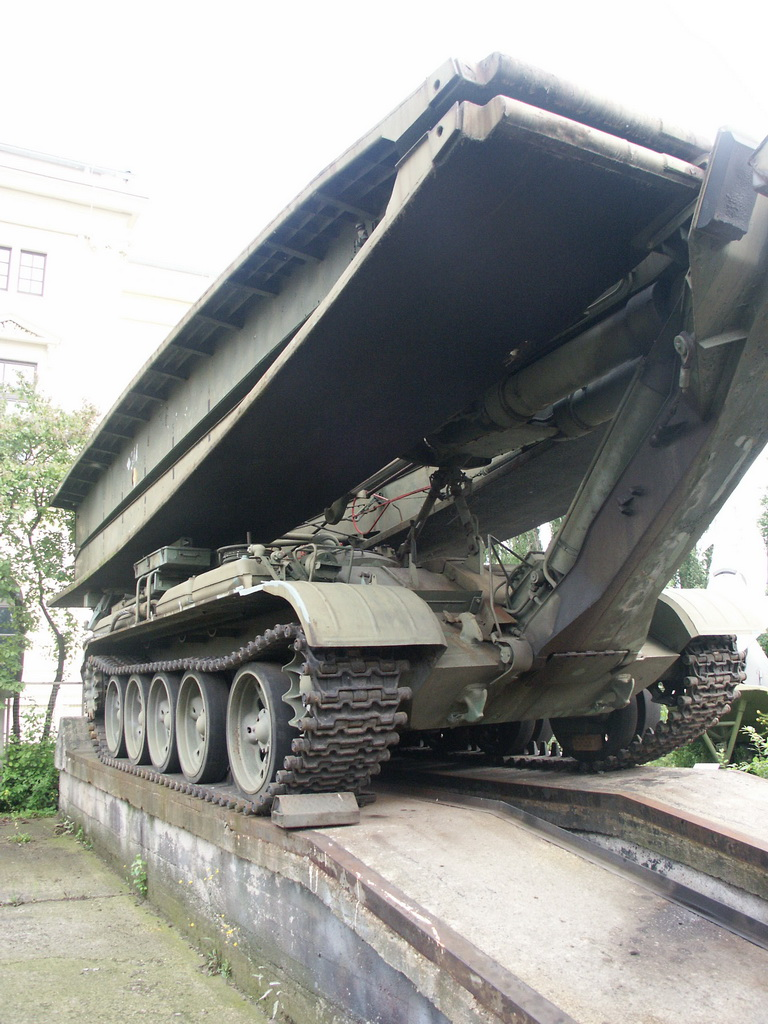
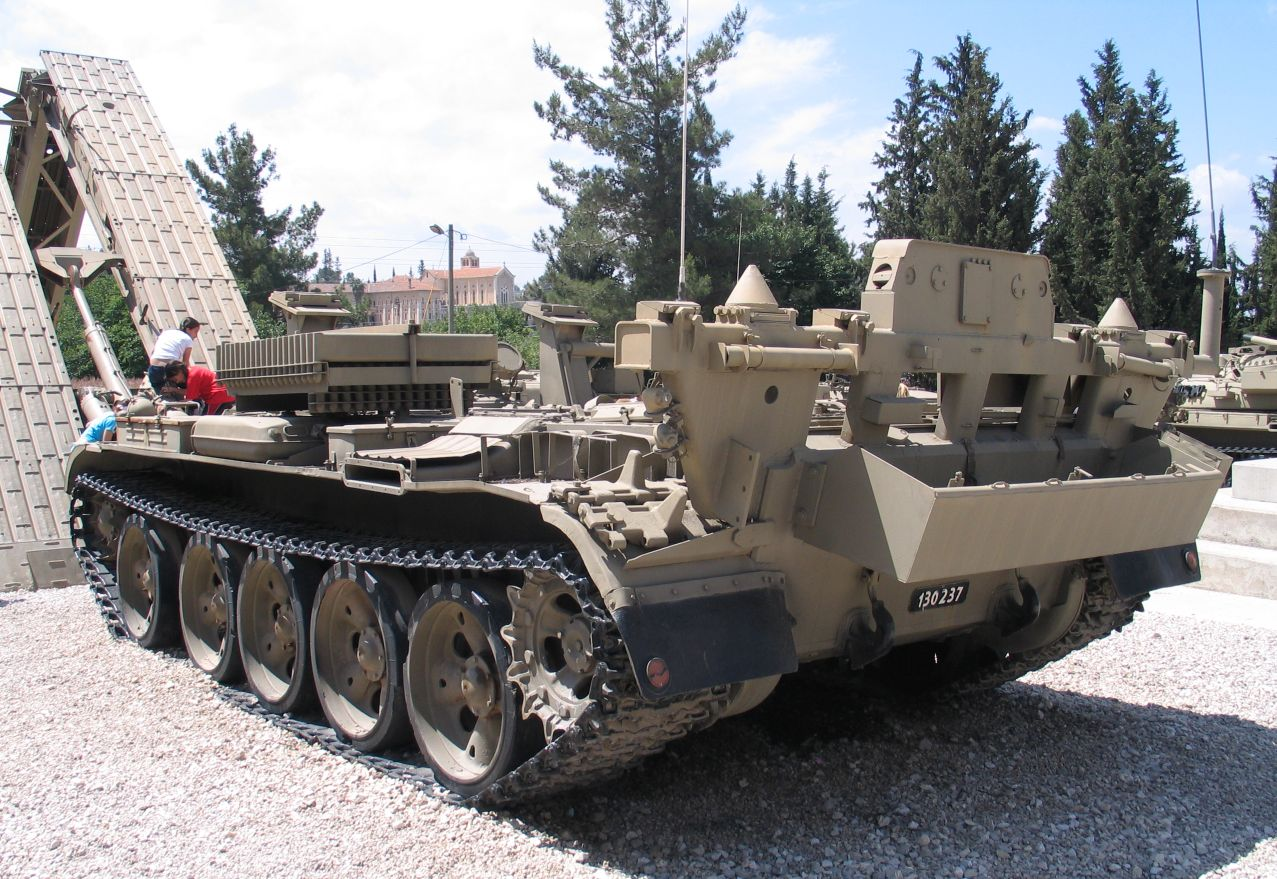